# Resgate (Salvador)
Resgate é um bairro brasileiro localizado na cidade de Salvador, na Bahia.. Na regionalização municipal vigente, está situado na Prefeitura Bairro (PB) VII Cabula/Tancredo Neves.. Fica Localizado no "miolo" central da Cidade

## Demografia
Foi listado como um dos bairros menos perigosos de Salvador, segundo dados do Instituto Brasileiro de Geografia e Estatística (IBGE) e da Secretaria de Segurança Pública (SSP) divulgados no mapa da violência de bairro em bairro pelo jornal Correio em 2012. Ficou entre os bairros mais tranquilos em consequência da taxa de homicídios para cada cem mil habitantes por ano (com referência da ONU) ter alcançado o nível mais baixo, com o indicativo "0", sendo um dos melhores bairros na lista.